# Imbert
Imbert é um município da República Dominicana pertencente à província de Puerto Plata.
Sua população estimada em 2012 era de 30 514 habitantes.